# Forest Citys de Cleveland
Les Forest Citys de Cleveland (en anglais : Cleveland Forest Citys) sont un club de baseball basé à Cleveland aux États-Unis, qui opère en National Association en 1871 et 1872. 

## Histoire
Le club des Forest Citys de Cleveland aligne une équipe de joueurs professionnels dès 1870 et évolue cette saison comme équipe indépendante. Elle rejoint la NAPBBP pour la première édition de son championnat en 1871. Forest Citys connait même l'honneur de disputer le premier match de l'histoire des Ligues majeures le 4 mai 1871 ; c'est une défaite 2-0 en déplacement à Fort Wayne (Indiana) devant 200 spectateurs.
Le club joue ses matches à domicile au National Association Grounds, enceinte de 3000 places.
L'équipe est dissoute après la saison 1872.

## Saison par saison
| Saison | Ligue  | Saison régulière | Saison régulière | Saison régulière | Saison régulière | Saison régulière |
| Saison | Ligue  | Class.           | Vic.             | Déf.             | Nuls             | %Vic.            |
| 1871   | NAPBBP | 8e               | 10               | 19               | 0                | 0,345            |
| 1872   | NAPBBP | 7e               | 6                | 16               | 0                | 0,273            |